# Международный аэропорт имени Алехандро Веласко Астете
Международный аэропорт имени Алехандро Веласко Астете (исп. Aeropuerto Internacional Alejandro Velasco Astete), (ИАТА: CUZ, ИКАО: SPZO) — аэропорт, расположенный в черте города Куско в юго-восточной части Перу. Обслуживает гражданские авиаперевозки города и некоторые международные рейсы. Его взлётно-посадочные полосы полностью имеют твёрдое покрытие. В настоящее время он работает на пределе своих возможностей в связи с его расположением недалеко от центра города. Несмотря на это он неизменно занимает второе место в Перу по числу пассажиров, обслужив, к примеру в 2013 году, 2 308 110 человек на различных рейсах по данным CORPAC.

## Название
Аэропорт был назван в честь перуанского пилота Алехандро Веласко Эстете, первого, кому удалось пересечь по воздуху Анды в 1925 году. Это полёт был совершён из Лимы в Куско. В том же году, в сентябре, он разбился насмерть во время авиашоу в городе Пуно, стремясь не врезаться в зрителей.

## История
Ранее аэропорт обслуживала компания American Airlines на маршрутах JFK-LIM-CUZ-LIM-JFK, в конце 1990-х годов (1998—1999) используя самолёты Boeing 757—200. Однако эти полёты были прекращены по целому ряду причин, включавших в себя ограниченность аэропорта в обслуживании и удобствах, кроме того перуанское правительство отказывало компании в обслуживании рейсов между Лимой и Куско. Тем не менее американцам до сих пор принадлежат права на этот маршрут, и они могут возобновить перелёты по своему усмотрению.
Анонсировалось создание нового аэропорта в пригороде Чинчеро, однако эта идея вызвала резкие возражения из-за экологического памятника Пампасы Чинчеро, расположенного в этой местности.

## Описание
В аэропорту продаётся целый ряд товаров, привлекающих туристов, прилетающих в Куско. Аэропорт Алехандро Веласко Эстете был первым аэропортом в Перу, использовавшим телескопический трап. Взлётно-посадочная полоса имеет в длину 3 400 метров и 45 метров в ширину. Такая большая длина связана с высотой расположения аэропорта над уровнем моря в 3 310 метров. Разрежённый воздух на такой высоте требует более длиной полосы для разгона, чтобы самолёт мог оторваться от земли.

## Статистика
|                | 2015      | 2016      | 2017      | 2018      | 2019      |
| -------------- | --------- | --------- | --------- | --------- | --------- |
| Пассажиропоток | 2 889 206 | 3 209 153 | 3 379 618 | 3 763 300 | 3 906 169 |
| Грузопоток     | 1977,6    | 1727,5    | 1860,6    | 1730,8    | 1736,3    |
| Самолетовылеты | 33 090    | 35 204    | 34 701    | 37 316    | 35 774    |

## Происшествия
9 августа 1970 года четырёхдвигательный турбовинтовой самолёт Lockheed L-188A Electra, выполнявший рейс LANSA 502, разбился вскоре после взлёта из аэропорта Куско, погибли 99 из 100 человек на борту, ещё двое было убито на земле. Это стало крупнейшей авиакатастрофой в истории авиации Перу на сегодняшний день. 49 погибших пассажиров были студентами, посещавших Перу по программе обмена из города Буффало, США. Расследование аварии выявило, что её причинами были неправильная техника пилотирования и плохое техническое обслуживание. Деятельность компании была приостановлена и она была подвергнута крупному штрафу перуанским правительством. Мемориальный большой белый крест с именами погибших был возведён в километре к северо-западу от аэропорта в Куско.